# Coelogyne cristata
Coelogyne cristata е вид епифитна орхидея.

## Разпространение
Ангелската орхидея на Хималаите расте на високо – 1700 – 2300 m надморска височина, по дървета и скали. Епифит. В естествена среда вирее при температури +10 °C до +16 °C, висока влажност. Издържа и по-високи температури – до +25 °C в домашни условия.

## Описание
Има овални – от кръгли до елипсовидни булби, светло зелени на цвят, с двойка тънки, дълги и твърдички заострени листа – дълги от 10 до 25 см. При младите и неузрели булби повъхностната ципа-обвивка е почти прозрачна и през нея може да се види вътрешността. Големината им варира от състоянието на растението.

## Отглеждане
Развитие на Coelogyne cristata
Пролет – от основата на булбите или коренището и започва нов растеж, който се „изхранва“ от запаси, натрупани в булбите от предната година. Сбръчкването на старите булби е неминуемо, след съзряването на новите, старите булби се изпъват.
Лято – някъде през месец юни-юли започва оформяне на новите булби, като продължава и нарастването на листната маса.
Есен – в началото на октомври, когато температурите се понижат, настъпва покоя преди цъфтеж. В началото на октомври се намалява значително поливането. За стимулация на цъфтежа е добре да се понижат температурите за около две седмици, до 10 °C -12 °C. Цветоносите се появяват след около месец, от основата на псевдобулбите, които са узрели. След прецъфтяване цветоносите не се режат или премахват – в основата им има нова булба, която тепърва ще нараства. Цветоноса расте бавно, по около 1 мм. на ден, до момента, в който не се освободи от твърдите люспички, които го обвиват – това е т.нар. „чехъл“. След като цветоноса излезе от чехъла, развитието му се ускорява видимо.
Цъфтежа на Coelogyne cristata има особеност – първо се отварят пъпките в средата на цветоноса, а после и останалите. Голяма част от хранителния ресурс се изразходва, затова някои от булбите отново може да се сбръчкат. Продължителност – до месец и половина, аромата се усеща основно преди обяд, появява се няколко дни след отварянето на цвета.
По време на цъфтеж е добре растението да се постави на хладно и да се полива оскъдно.
След цъфтеж, Coelogyne cristata иска дълъг, хладен период на почивка, през който не се полива и тори, но корените на растението функционират целогодишно. Нарастват в различно време, задължително след образуване на булбата, дори може да мине година от образуването до израстване на корени. Нови корени растат и от старото коренище. Ако в периода на покой, след като прецъфти, растението се премести на по-топло, до 25 °С, за около месец, сбръчканите булби възстановяват изразходваните хранителни вещества и се „опъват“ отново.
Торене: От пролетта до началото на септември се тори задължително, като ако не ползвате тор за орхидеи, се разтваря 0,5 гр. тор (N:P:K 20:20:20) на 1 л. вода. В началото на септември торенето се спира.
Саксиена култура, препоръчва се да е в пластмасов съд или в кошничка. В оранжериите целогините се отглеждат в смес с пръст, но се препоръчва пресаждане – в кори, кори с мъх, кокосов субстрат, за да се извади от пръстта. Обяснението е, че за оранжерийните условия, при 100% влажност, дължината на живота на старите корени не е толкова важна – там много бързо нарастват нови и те поемат функциите на старите.
През лятото може да се отглежда на открито, но трябва да се следи за вредители – основно различни видове акари. Боледува рядко, само ако се зарази от друго болно растение при досег с него.
Не се препоръчва опръскване на булби и листа при студено време, за да се избегнат гъбични или бактериални загнивания. Препоръчва се доосветяване през зимните месеци.